# Blood Lad
Blood Lad (ブラッドラッド Buraddo Raddo?) es una serie de manga y anime creado por Yuuki Kodama y serializado en la revista Young Ace. El manga ha sido licenciado por Yen Press para su distribución en inglés. Una adaptación anime se emitió entre el 7 de julio al 8 de septiembre del 2013

## Argumento
Blood Lad cuenta la historia de Staz, un vampiro jefe de un distrito del surrealista "Mundo de los Demonios", el cual está encantado por la cultura del mundo humano (principalmente Japón). y Fuyumi, una chica normal que termina por accidente en el mundo de los demonios a través de un portal.
Posteriormente, tras reunirse entre sí y después de algunos contratiempos, Fuyumi es asesinada por una planta carnívora y se convierte en un fantasma, esto hace que Staz asuma la responsabilidad y le prometa a Fuyumi devolverle la vida cueste lo que cueste.

## Personajes

### Personajes principales
Staz Charlie Blood (ブラッド・チャーリー・スタズ Buraddo Chārī Sutazu?)
Seiyū: Ryōta Ōsaka, Waku Sakaguchi (joven)
El protagonista principal de la serie. Es uno de los jefes territoriales del Mundo de los Demonios y descendiente de un vampiro noble que llegaría al mundo humano para chupar la sangre, pero a diferencia de su antepasado honrado, Staz no muestra ningún interés en esto. Él es un otaku obsesionado con los bienes del mundo de los humanos, en especial los juegos japoneses, anime y el manga. Otros personajes ven a Staz como un idiota perezoso que no hace nada y tiene mucho tiempo libre, pero reconocen su fuerza y el peligro en que su territorio estaría si tuviera que renunciar a su cargo. Cuando ve a Fuyumi se enamora a primera vista y quiere pasar más tiempo con ella y protegerla. Pero justo cuando la conoce, es comida por una planta carnívora y se convierte en un fantasma que le hace perder su atractivo inicial ya que Staz sólo está interesado en los seres humanos . Sin embargo, luego hace que su meta sea llevarla de vuelta a la vida. Con este fin, él hará cualquier cosa, incluso convertirse en su guardaespaldas vampiro.
Según Bell, Staz tiene un poder sin explotar. Más tarde admitió que su hermano, Braz, selló su verdadero poder con una bala. Al final admite estar enamorado de Fuyumi e inician una relación.
Fuyumi Yanagi (柳 冬実 Yanagi Fuyumi?)
Seiyū: Iori Nomizu
La chica humana que se pierde en el mundo de los demonios después de pasar por un portal que de repente se abrió en su dormitorio. Ella se convierte en un fantasma después de ser devorada viva por una planta carnívora, dejando sólo los huesos y la ropa. Desea ser resucitada y convertida en humana de nuevo, y acompaña a Staz en su búsqueda para traerla de vuelta a la vida. Más tarde se revela que es la hermana de Bell ya que sus madres eran doppelgangers que se fusionaron haciéndolas hermanas. Se enamora de Staz.
Bell Hydra ((ハイドラベル Haidora Beru?)
Seiyū: Sarah Emi Bridcutt
Bell es una cazadora de tesoros que puede viajar a través de dimensiones usando frames. Ella es una usuaria de alto nivel de la magia espacial y la teletransportación y la propietaria de la Cortina de Negro que trajo a Fuyumi al mundo de los demonios. Usa estos poderes a la caza de un tesoro en tanto el demonio y los mundos humanos. Quiere atrapar al ladrón que le robó su magia y hacerlo su marido. Al principio, pensó que Staz era el ladrón de su magia, pero después de varias investigaciones, se sabe que el ladrón ha muerto. Ella empieza a enamorarse de Staz que después cumple su deseo de ver a su verdadero poder (intencionalmente).
Wolf ((ウルフ Urufu?)
Seiyū: Takuma Terashima, Mikio Katō (joven)
Él es el hombre lobo híbrido que controla la mayor parte del Oeste del Mundo de los demonios. Él es el amigo y rival de Staz, después de haber conocido a otros desde Staz se escapó de la Acrópolis. Él parece estar atraído por Fuyumi desde la primera vez que la ve, pero es muy tímido al respecto. Él es de sangre noble, y se suponía que iba a vivir en la Acrópolis, pero admitió que él fue abandonado porque él no es un hombre lobo de pura sangre. Según él mismo, es "una mezcla de licántropo y nadie".

### Otros
Braz D. Blood ((ブラッド・D・ブラッズ Buraddo D. Burazzu?)
Seiyū: Ryōhei Kimura
Hermano mayor Staz y de Liz. Él es el que escribió el libro de la resurrección que Staz y los demás creen que puede traer Fuyumi vuelta a la vida. Cuando eran más jóvenes, se llevó a cabo experimentos sobre Staz para desbloquear su verdadero potencial. Más tarde selló los poderes de Staz con una bala mágica que le disparó en el corazón de Staz. Aunque sus intenciones son siempre bajo sospecha de Staz, su verdadera motivación es destronar el reinado de Wolf-Daddy como el Rey de la Acrópolis y por lo tanto para lograr este objetivo, orquestó la creación de Akim Papradon que él utilizó más para poner a prueba la fuerza de Staz sucesivamente.
Liz T. Blood ((ブラッド・T・リズ Buraddo T. Rizu?)
Seiyū: Yuuka Nanri
Liz es la hermana menor de Staz y Braz. Ella tiene un gran respeto por su hermano mayor Braz y un desdén profundo por su hermano mayor Staz. Esto es en parte debido a Staz se escapó de casa y en parte porque Braz pasaba todo su tiempo con Staz. Ella es la guardia de la Acrópolis y tiene el poder de juzgar y encarcelar a los demonios en su propia mazmorra personal conocido como Toy Box de Liz.
Deku (((デク Deku?)
Seiyū: Kazutomi Yamamoto
Es la mano derecha de Staz. A menudo es el que conduce a la pandilla cuando Staz se encuentra fuera y patrullar por pereza de Staz.
Mimic Yoshida (ミミック吉田 Mimikku Yoshida?)
Seiyū: Taichi Yonesu
El nuevo miembro de la pandilla de Staz. Él es un mímico y puede transformarse en otras personas. Él normalmente se transforma en la gente que admira, como Staz. Él sirve como doble de Staz mientras está ausente.
Saty (サティ Sati?)
Una mujer con tres ojos, que rara vez habla. Ella es la jefa del restaurante, Tercer Ojo Cafe, junto con su pareja, Mamejirou. Ella y Mamejirou tiene poderes clarividentes gracias a sus terceros ojos. Incluso sin hablar, ella fue capaz de detener Staz y Mamejirou de luchar con una mirada intimidante.
Mamejirou (豆次郎 Mamejirō?)
Seiyū: Chiwa Saitō
Un animal de tres ojos que trabaja en el Tercer Ojo Cafe junto con su socio Saty. Él es muy hablador. Él y Saty tienen poderes clarividentes gracias a sus tercer ojos.